# Supercoppa portoghese 2022 (pallavolo maschile)
La Supercoppa portoghese 2022, 26ª edizione della Supercoppa nazionale di pallavolo maschile, si è svolta il 1º ottobre 2022: al torneo hanno partecipato due squadre di club portoghesi e la vittoria finale è andata per la prima volta al Fonte do Bastardo.

## Regolamento
La formula ha previsto una gara unica.

## Squadre partecipanti
| Squadra           | Qualificazione                                                  |
| ----------------- | --------------------------------------------------------------- |
| Benfica           | Vincitrice Primeira Divisão 2021-22/Coppa di Portogallo 2021-22 |
| Fonte do Bastardo | Finalista Coppa di Portogallo 2021-22                           |

## Torneo
| 1º ottobre 2022 Pavilhão Municipal Santo Tirso, Santo Tirso Durata: 1h:52 - Spettatori: 410 | Benfica | 1 - 3 | Fonte do Bastardo | 25-21, 19-25, 22-25, 19-25 |